# 除脂肪体重
除脂肪体重（じょしぼうたいじゅう、英: lean body mass、略称 LBM）とは、その個体の全重量から、その個体が持つ脂肪組織の重量を差し引いた体重に関する指標の1つである。

## 解説
除脂肪体重の定義式は、以下の通りである。
（除脂肪体重） (kg) = （体重）(kg) - （脂肪組織の重量）(kg)
この定義から、次のような関係もほぼ成り立つ。
（除脂肪体重率）(％) + （体脂肪率）(％) = 100 (％)
また、定義式のように数学的に計算する方法の他に、画像診断装置を用いて除脂肪体重を直接計測することも可能である。脂肪組織での薬物代謝は基本的に低調だと考えられるので、除脂肪体重は、その個体に最適な薬物投与量を決めるための指標になり得る。特に肥満児においては、肥満成人と比べても脂肪組織以外の部分が少ないことなどが原因となって、脂溶性の薬物の分布の状態が大きく変わることがある。例えば、短時間作用性オピオイドのレミフェンタニルは実体重を元に投与すると過量投与となるためにLBMを元に投与することが望ましい。そして、そのようなことに備えて、肥満児の除脂肪体重を簡単に推測しようとする研究も存在する。この他、肥満の者が健康的にやせるためには、除脂肪体重を減らさずに体重を減らすことが肝要だとされている。例えば、低体重の日本人女性において、除脂肪体重が少ない者は、インスリンが放出されても血糖を細胞内へと大量に取り込んでくれる筋肉量が少ないなどの理由で、耐糖能が低い傾向にあることが見い出されている。

## 除脂肪体重の推定法
ヒトの除脂肪体重は、次の計算式で推定できるとする研究結果が存在する。
男性の場合
（除脂肪体重）(kg) = 0.32810 * （体重）(kg) + 0.33929 * (身長) (cm) - 29.5336
女性の場合
（除脂肪体重）(kg) = 0.29569 * （体重）(kg) + 0.41813 * (身長) (cm) - 43.2933
ただし、除脂肪体重を推定する計算式は上記の式だけではなく、体重や身長の他に腕囲も利用した計算法なども存在する。